# چارلز آیوز
چارلز ادوارد آیوز (به انگلیسی: Charles Edward Ives) از آهنگسازان سده بیستم آمریکا در ۲۰ اکتبر ۱۸۷۴ در دانبری به دنیا آمد و در ۱۹ دسامبر ۱۹۵۴ در نیویورک در گذشت.
قطعهٔ پرسش بی‌پاسخ از آثار اوست. از دیگر آثار وی سه قطعهٔ دارای ربع پرده (Three Quarter-Tone Pieces) است که در آن با پیانویی که کوکش تغییر داده شده تا بتواند ربع پرده بنوازد آهنگسازی کرده بود.

## برخی از آثار
- ۴ سمفونی
- آثار مذهبی از جمله یک مس
- آثاری برای ارگ و پیانوی تنها
- ۴ سونات برای ویلن و پیانو
- آثاری برای موسیقی مجلسی

## شنیدن آثار
- دو اثر از آیوز
- youtube